# Mont-de-Vougney
Mont-de-Vougney è un comune francese di 170 abitanti situato nel dipartimento del Doubs nella regione della Borgogna-Franca Contea.

## Società

### Evoluzione demografica
Abitanti censiti